# S&Sワールドワイド
S&Sワールドワイド（S&S Worldwide, Inc.)は、アメリカ合衆国に本社を置く、遊園地の遊具を設計・製造する企業である。
1994年創業時の社名は「S&Sパワー（S&S Power)」。2002年に同業の「アロー・ダイナミクス(Arrow Dynamics)」を買収し「S&Sアロー（S&S Arrow)」に変更。2012年に三精輸送機（現・三精テクノロジーズ）に買収され完全子会社となり、その後、連結子会社となった。
主に圧縮空気を動力に用いた遊具をメインとして製造している。

## 主な製品
タワーライド
- Spin Shot Tower
- Space Shot
- Turbo Drop
- Double Shot
- Combo Tower
- Rotating Tower

ローラーコースター
- Air Launch Coaster
- LSM Triple Launch Coaster
- Steel Curtain
- 4th Dimension
- 4D Free Spin
- El Loco
- Screaming Squirrel
- Axis Coaster

スリルライド
- Screamin' Swing
- SWAT

ファミリーライド
- Steeplechase Coaster
- Family Inverted Coaster
- Mine Train Coaster
- Free Fly Coaster
- Frog Hopper

## 主な納入実績

### 海外
アイランズ・オブ・アドベンチャー
シダーポイント
シックス・フラッグス
ディズニー・カリフォルニア・アドベンチャー
ナッツベリーファーム
ワーナーブラザーズ・ムービーワールド
など

### 日本
ルスツリゾート
- スペースショット（Space Shot）

北海道グリーンランド
- フロッグホッパー（Frog Hopper）

那須ハイランドパーク
- スペースショット（Space Shot）
- フロッグホッパー（Frog Hopper）

那須高原りんどう湖ファミリー牧場
- フロッグホッパー（Frog Hopper）

としまえん（閉園）
- フロッグホッパー（Frog Hopper）

浅草花やしき
- スペースショット（Space Shot） - 営業終了
- ぴょんぴょん（Frog Hopper）

パレットタウン
- ハイパーシュート&ハイパードロップ（Space Shot / Turbo Drop） - 営業終了

よみうりランド
- クレージーヒュー（Space Shot）
- クレージーストン（Turbo Drop）
- フロッグホッパー（Frog Hopper）

多摩テック（閉園）
- スペースショット（Space Shot）

さがみ湖リゾート プレジャーフォレスト
- 大空天国（Screamin' Swing）

富士急ハイランド
- ド・ドドンパ（Air Launch Coaster） - 営業終了
- ええじゃないか（4th Dimension）
- レッド・タワー（Turbo Drop）

ぐりんぱ
- フロッグホッパー（Frog Hopper）

ナガシマスパーランド
- 白鯨（I-Box Track）

他社製品だが納入を担当
- 嵐（4D Free Spin）
- スペースショット（Space Shot）
- ケロヨンジャンプ（Frog Hopper）

鈴鹿サーキット
- スペースショット（Space Shot） - 営業終了

鷲羽山ハイランド
- ターボドロップ（Turbo Drop）

おもちゃ王国
- フロッグホッパー（Frog Hopper）

スペースワールド（閉園）
- アトラスタワー（Space Shot）